# یورو دیسکو
یورو دیسکو (به انگلیسی: Euro disco) یک گوناگونی از شکل‌های اروپایی موسیقی رقص الکترونیک است که از ترکیب عناصر سبک‌های پاپ، موج نو و راک با فضای رقص پیوسته و «دیسکو مانند» پدیدار و اولین بار در دههٔ ۱۹۷۰ از سبک دیسکو سرچشمه گرفت. گرچه بسیاری از قطعات تنظیم شده در سبک یورو دیسکو شامل ترانه‌هایی به زبان انگلیسی هستند، ولی خواننده‌ها غالباً از زبان مادری متفاوتی استفاده می‌کنند.
مشتق‌های یورو دیسکو عموماً شامل یوروپاپ و یورودنس، و برجسته‌ترین زیر سبک‌های آن شامل اسپیس دیسکوی اواخر دههٔ ۱۹۷۰ و ایتالو دیسکوی اوایل دههٔ ۱۹۸۰ هستند. این سبک پس از سال ۱۹۸۵ و کسب برتری سبک‌های سینث راک و های-انرژی، و همچنین احیای دوباره ایتالو دیسکو در اواخر دههٔ ۱۹۹۰، از نظر محبوبیت افت کرد.